# Морской вокзал

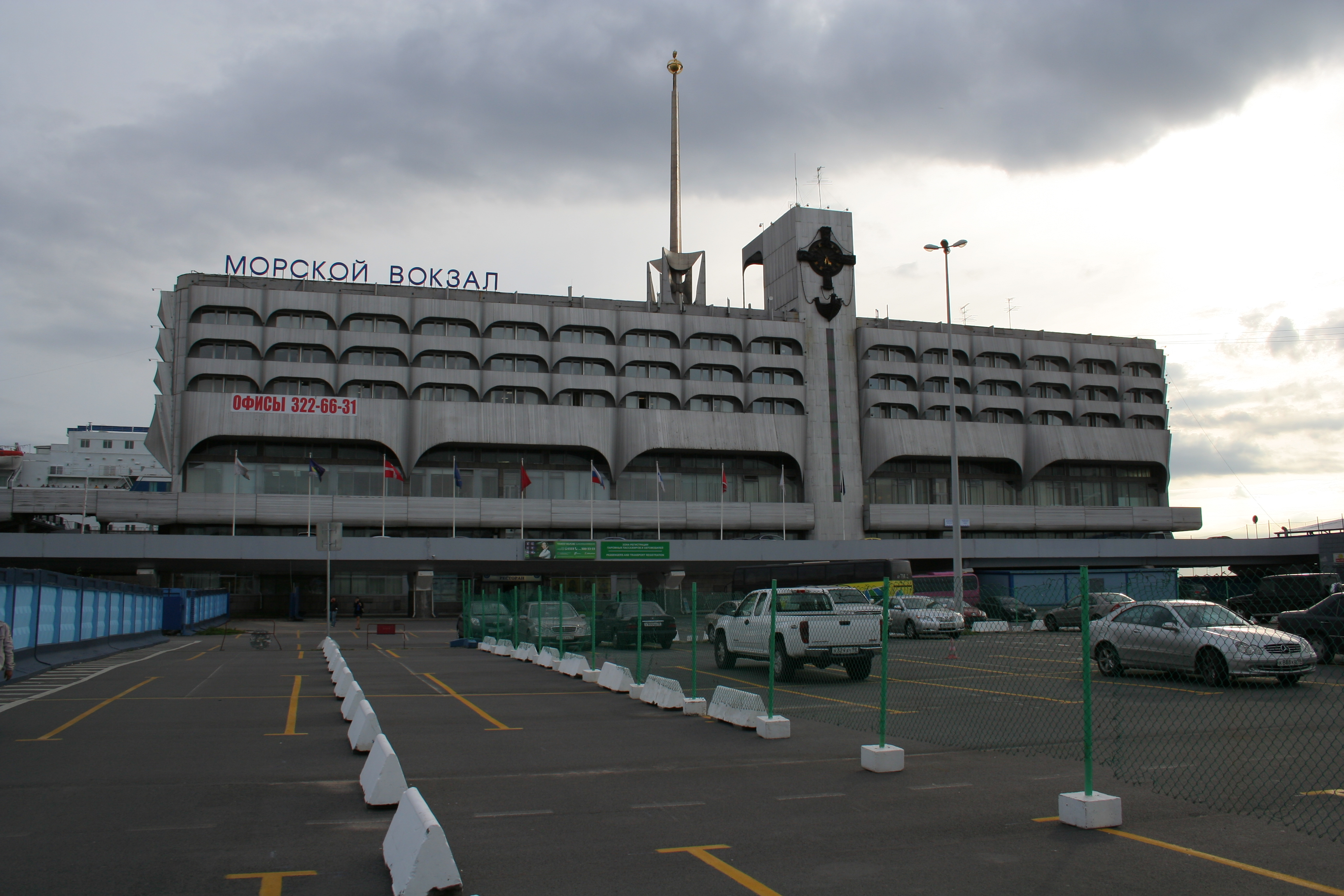
Вид на Морской вокзал Санкт-Петербурга

Морской вокзал — сооружение или комплекс сооружений, предназначенное для обслуживания пассажиров морского транспорта, а также обработки их багажа.
По своим функциям, и, следовательно, внутреннему устройству, здание морского вокзала примерно соответствует зданиям железнодорожного и автобусного вокзалов. Здесь также имеются билетные кассы, зал ожидания, предприятия общественного питания и мелкорозничной торговли и т. п.

## Крупные морские вокзалы России
- Морской вокзал (Владивосток)
- Морской вокзал (Мурманск)
- Морской вокзал (Находка)
- Морской вокзал (Новороссийск)
- Морской вокзал (Санкт-Петербург)
- Морской вокзал (Сочи)